# Chris Evans (acteur)
Christopher Robert Evans (Sudbury (Massachusetts), 13 juni 1981) is een Amerikaans acteur en regisseur. Hij maakte in 2000 zijn filmdebuut in The Newcomers en speelde vervolgens in onder meer Fantastic Four (als Johnny Storm/Human Torch), Cellular en Not Another Teen Movie. Zijn bekendheid bij het grote publiek heeft hij te danken aan zijn rol van Steve Rogers / Captain America in de MCU-films.

## Jeugdjaren
Evans komt uit een gezin van vier kinderen en is de zoon van een tandarts en een danseres. Hij is van Italiaanse en Ierse afkomst en is katholiek.

## Carrière
Nadat Evans zijn eerste jaar op de hogeschool afmaakte, reisde hij naar New York, waar hij zich inschreef bij een auditiebureau. Zijn carrière begon toen zijn agent hem in 2000 een rol bezorgde in de televisieserie Opposite Sex.
Evans heeft vier personages gespeeld die allemaal gebaseerd zijn op een stripboek: Steve Rogers / Captain America, Jensen (uit de Losers), Johnny Storm / Human Torch en Lucas Lee.

Sinds 2010 is hij het gezicht van de Gucci Guilty campagne, samen met Evan Rachel Wood.

## Privéleven
Van 2001 tot 2006 had Chris Evans een relatie met Jessica Biel. Vervolgens kreeg hij in 2012 een relatie met Minka Kelly, maar deze werd verbroken in oktober 2013. In 2023 trouwde Evans met de Portugese actrice Alba Baptista.

## Theater
In 2018 speelde Evans in de Broadway revival van het stuk Lobby Hero. Hierin speelde hij de rol van Bill, de hoofdpersoon.